# Urodzeni w przymierzu
Urodzeni w przymierzu (ang. born in the covenant) – wyrażenie używane w kulturze ruchu świętych w dniach ostatnich (mormonów), określające dzieci urodzone z zapieczętowanego związku.
W Kościele Jezusa Chrystusa Świętych w Dniach Ostatnich wierni zawierają szereg sformalizowanych przymierzy z Bogiem, począwszy od chrztu, poprzez konfirmację, wyświęcenie w kapłaństwie (w przypadku chłopców a następnie mężczyzn) aż po małżeństwo na wieczność zwane również powszechnie małżeństwem świątynnym.
Małżeństwo świątynne, zawierane podczas obrzędu zwanego pieczętowaniem, łączy na czas oraz na wieczność mężczyznę oraz kobietę dzięki mocy i upoważnieniu kapłańskiemu. Dzieci spłodzone przez połączoną w taki sposób parę określa się jako urodzone w przymierzu. Mormońska doktryna uznaje je takoż za automatycznie zapieczętowane na wieczność ze swoimi rodzicami. Nie wymagają one tym samym dodatkowego obrzędu, by uzyskać miejsce wśród tak zwanych potomków obietnicy. Są takoż naturalnymi dziedzicami błogosławieństw, które niesie ze sobą kapłaństwo.
Za dzieci urodzone w przymierzu nie uznaje się natomiast oczywiście potomków rodziców nie będących członkami Kościoła. Termin też nie odnosi się również do dzieci ochrzczonych członków Kościoła, którzy z jakiś przyczyn nie zawarli związku małżeńskiego w świątyni. Po dopełnieniu przez tę drugą parę obrzędu małżeństwa świątynnego jej dzieci mogą być do niej zapieczętowane. Na gruncie mormońskiej doktryny zapewnia to wieczystą trwałość związków rodzinnych oraz zrównuje status takich dzieci z tymi urodzonymi w przymierzu.
Ani wieczysty, ani automatyczny charakter błogosławieństw wynikających z obrzędów świątynnych nie zmienia ich zasadniczo warunkowej natury. By pozostały one ważne i zachowały swą moc, każdy uczestnik przymierzy musi dochować złożonych w tychże przymierzach obietnic.